# Morcego Verde
Morcego Verde (Groene Vleermuis) is het alter ego van Joe Carioca. Hij is een onhandige superheld, bedacht door de Braziliaanse scenarist Ivan Saidenberg. Morcego Verde verschijnt voor het eerst in het verhaal O Morcego Verde, verschenen in het Braziliaanse tijdschrift Zé Carioca #1217 (7 maart 1975).
Joe komt op het idee om een superheld te worden wanneer hij strips leest over Vleerduck, het in Brazilië populaire alter ego van Diederik Duck. Joe tooit zich met een groene cape, een rode muts, springveren onder zijn voeten, een zwarte bril, witte handschoenen en een rode trui met een zwarte vleermuis erop, en probeert zo de misdaad in zijn omgeving te bestrijden. Hoewel de held probeert zijn identiteit geheim te houden weet iedereen in zijn omgeving wie hij werkelijk is. Zijn trouwe helper is Manuel, die overal een ventilator achter hem aandraagt, zodat Joe zijn mantel op een indrukwekkende manier kan laten opwaaien. 
Eind 1994 verschijnt het verhaal O Cavaleiro das Dívidas, waarin het karakter herzien wordt. Het verhaal, geschreven door Marcelo Cassaro, is deels gebaseerd op Batman: The Dark Knight Returns en bevat een nieuwe oorsprong voor Joe's alter ego. Sinds 1994 draagt Morcego Verde een kostuum gebaseerd op dat van Batman, en ook in de verhaallijnen zijn invloeden terug te vinden van de avonturen van de Dark Knight. Geen van de verhalen met dit karakter is in Nederland gepubliceerd.